# 花園戳花介
花園戳花介（学名：Stigmatoeythere flora）为粗面介科戳花介屬下的一个种。